# José Luis González González
José Luis González González (Ponferrada, León; 6 de septiembre de 1974) es un  policía nacional, exárbitro de fútbol y árbitro de VAR de fútbol español de la Primera División de España. Pertenece al Comité de Árbitros de Castilla y León.

## Trayectoria
José Luis González comenzó en el estamento arbitral con 13 años de edad debido a que el equipo donde jugaba, el Fuentesnuevas, se disolvió. Su hermano también es árbitro y milita en Segunda División "B".
En la temporada 2003/04 estrenó categoría en Segunda División, y permaneció en ella durante 6 temporadas consecutivas en las que arbitró 127 encuentros. En la temporada 2008/09 arbitró el encuentro de Segunda División entre la Real Sociedad de Fútbol y la Sociedad Deportiva Eibar que resultó polémico debido a la grave lesión del jugador de la Real, Íñigo Díaz de Cerio, que le supuso una fractura de tercio medio de tibia y peroné de pierna derecha, y posteriormente suspendió el partido en el tiempo adicional, al impactarle una botella lanzada desde el graderío al entrenador realista Juan Manuel Lillo.
Consigue el ascenso a Primera División de España tras haber sido el primer clasificado en las listas del Comité Técnico de Árbitros, en las cuales también ascendió el segundo clasificado Xavier Estrada Fernández. Debutó en Primera División de España el 29 de agosto de 2009 en el partido Real Zaragoza contra el Club Deportivo Tenerife (1-0).
Fue el pregonero de las fiestas de la Encina 2011 de Ponferrada.
Dirigió el partido de ida de la Supercopa de España de 2015 entre el Athletic Club y el Fútbol Club Barcelona (4-0).
Dirigió el partido de la segunda semifinal de la Supercopa de España el 9 de enero de 2020 entre el Fútbol Club Barcelona y el Atlético de Madrid (2-3).
El 19 de julio de 2020 dirigió su último partido Primera División, entre el Sevilla Fútbol Club y el Valencia Club de Fútbol (1-0). Retirándose así del arbitraje de campo, ya que se incorporó como árbitro asistente de video en la misma liga.

## Temporadas
| Categoría            | País   | Año       | Partidos |
| -------------------- | ------ | --------- | -------- |
| Tercera División     | España | 1996-2000 |          |
| Segunda División "B" | España | 2000-2003 | 39       |
| Segunda División     | España | 2003-2009 | 127      |
| Primera División     | España | 2009-2020 | 219      |

## Premios
- Trofeo Guruceta (1): 2006
- Silbato de oro de Segunda División (1): 2008
- Trofeo Vicente Acebedo (2): 2009 y 2015